# برواوة (بن ربيعة)
برواوة هو دُوَّار يقع بجماعة ازغيرة، إقليم وزان، جهة طنجة تطوان الحسيمة في المملكة المغربية. ينتمي الدوّار لمشيخة بن ربيعة التي تضم 18 دوار. يقدر عدد سكانه بـ 479 نسمة حسب الإحصاء الرسمي للسكان والسكنى لسنة 2004.

## روابط خارجية
- البوابة الوطنية للجماعات الترابية نسخة محفوظة 12 مارس 2018 على موقع واي باك مشين.
- المندوبية السامية للتخطيط